# Ciumak, Ripkî
Ciumak (în ucraineană Чумак) este un sat în comuna Vîșneve din raionul Ripkî, regiunea Cernihiv, Ucraina.

## Demografie
Componența lingvistică a localității Ciumak
     Ucraineană (97,5%)
     Rusă (2,5%)
Conform recensământului din 2001, majoritatea populației localității Ciumak era vorbitoare de ucraineană (97,5%), existând în minoritate și vorbitori de rusă (2,5%).